# Gilberto Oliveira Souza Júnior
Gilberto Oliveira Souza Júnior (Piranhas, 5 juni 1989) – kortweg Gilberto – is een Braziliaans voetballer. 

## Geschiedenis
Gilberot begon zijn carrière bij Santa Cruz in de Série D. In 2011 maakte hij de overstap naar Internacional in de Série A. Op 16 november van dat jaar scoorde hij voor het eerst voor de club in de thuisoverwinning op Bahia. Na uitleenbeurten aan Sport en Portuguesa maakte hij de overstap naar het Canadese Toronto. Na één seizoen werd hij uitgeleend aan Vasco da Gama waarvoor hij topschutter werd in het Campeonato Carioca 2015. 
Nadat zijn uitleenbeurt voorbij was liet Toronto hem gaan en tekende hij bij Chicago Fire. Nadat hij vijf keer scoorde voor de club, waaronder tegen zijn ex-club Toronto, kon hij niet overtuigen in het tweede seizoen en stopte de samenwerking. Hij keerde terug naar Brazilië en ging voor São Paulo spelen. Na twee seizoenen koos hij voor een Turks avontuur bij Yeni Malatyaspor, maar keerde al snel terug naar Brazilië en tekende bij Bahia, waar hij de weg naar het doel vaak vond. Op 19 oktober 2020 werd hij de speler met de meeste doelpunten in de Série A voor Bahia. Hij werd tweede in de topschuttersstand in 2021, maar kon wel niet verhinderen dat zijn club degradeerde. 